# 刘德辉 (1963年)
刘德辉（1963年—），男，汉族，湖南宁乡人，中华人民共和国政治人物，中国共产党党员，第十二届全国人民代表大会湖南地区代表。

## 生平
毕业于中央党校经济管理专业。2013年，当选为第十二届全国人大代表。2018年2月24日，当选为第十三届全国人大代表。